# Wentworth Estate
Wentworth Estate – wieś w Anglii, w hrabstwie Surrey, w dystrykcie Runnymede. Leży 34 km na zachód od centrum Londynu.